# Brito (Guimarães)
Brito ist eine Gemeinde im Norden Portugals.

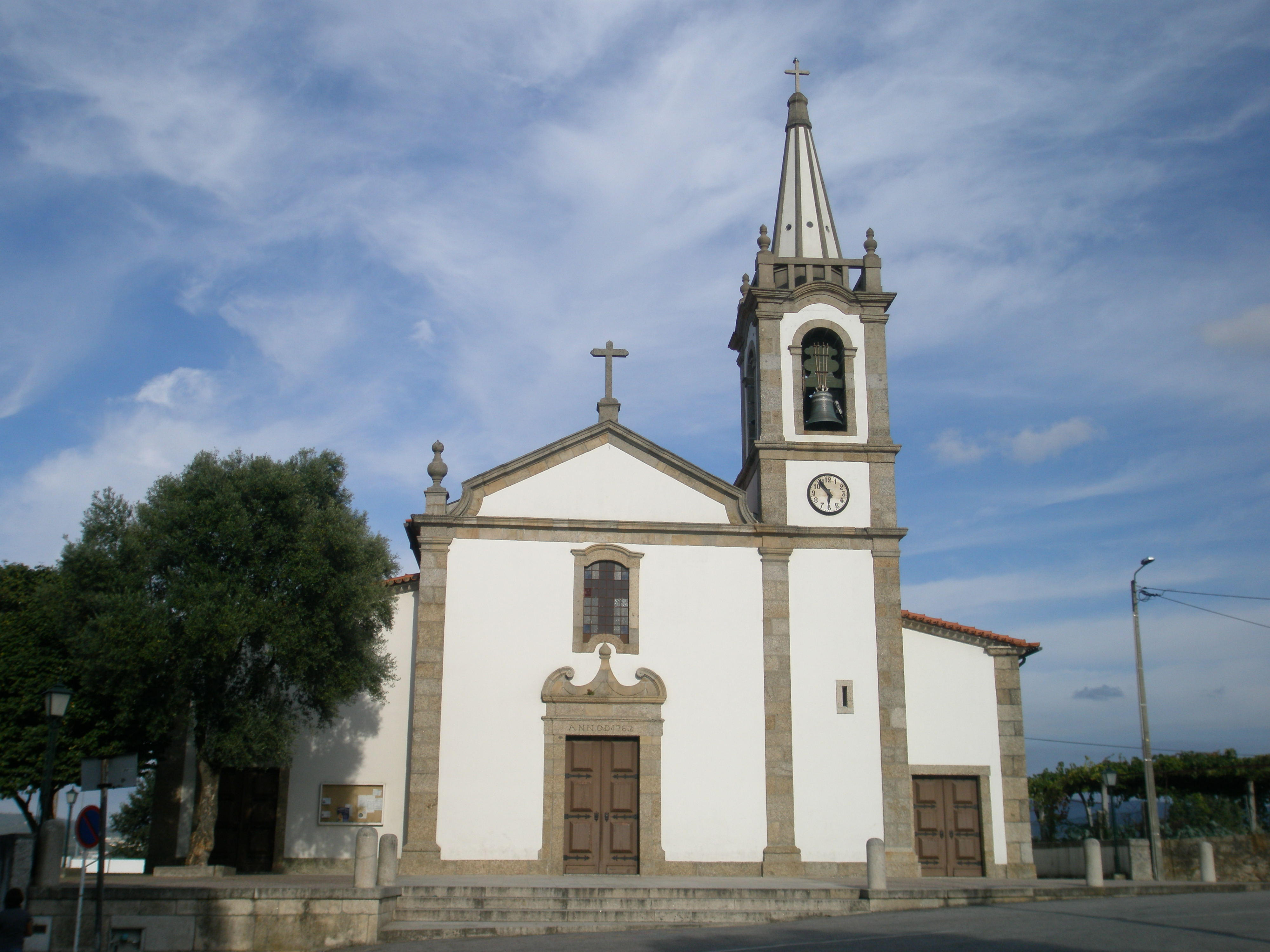
Kirche von Brito

Brito gehört zum Kreis und zur Stadt Guimarães im Distrikt Braga, umfasst eine Fläche von 5,9 km² und hat 4774 Einwohner (Stand 19. April 2021).